# Скифат

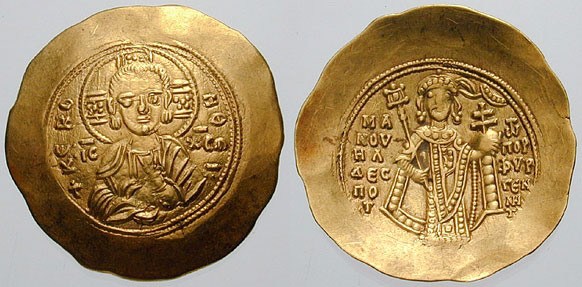
Скіфати.

Монети ввігнуті (лат. nummi scyphati) — назва горняткоподібних монет, випукла сторона яких є аверсом, а ввігнута — реверсом. 

## Історія
Такий спосіб карбування в якійсь мірі використовувався в еллінську епоху. Ввігнуто-випуклу форму мають деякі монети з числа так званих варварських імітацій серед кельтських та германських монет, відтворених в грубій формі типи тетрадрахми Філіпа ІІ та Олександра. Ввігнуті монети також карбувалися імператорами Візантії в X—XI ст.